# 史蒂瑞
史蒂瑞（英語：Joseph Beal Steere，1842年2月9日—1940年12月7日），是一位美國鳥類學家。

## 生平
史蒂瑞出生於密歇根州羅林鎮區 (密歇根州)是威廉·米爾豪斯和伊麗莎白·克萊格霍恩（比爾）·斯蒂爾的兒子。他成功獲得了文學學士學位，並於1868年獲得密歇根大學博士學位，隨後於1870年取得法學學士學位。
畢業後不久，史蒂瑞展開了一次廣泛的旅行，他為密歇根大學自然歷史博物館收集藏品。這次探險的費用由他母親的表弟萊斯·A·比爾承擔，萊斯是《安娜堡信使報》的所有者和出版商，但前提是斯蒂爾願意在旅途中撰寫信件並在該報紙上發表。他在亞馬遜河及其支流上度過了大約十八個月，收集了動物學、植物學和考古學方面的資料。隨後，他越過安地斯山脈，繼續在秘魯各地進行收藏。接著，他航行到中國和福爾摩沙島（台灣）。1887年，他再次前往菲律賓進行科學考察，並在那裡收集了大量鳥類、貝殼和其他自然物體。從那裡，他繼續前往摩鹿加群島，最後經過蘇伊士運河，返回家鄉，途中經過倫敦和利物浦，結束了長達五年的旅程。
1875年，史蒂瑞獲得密歇根大學的榮譽博士學位，並開始擔任教授職位。他的教學生涯歷經多個職務，包括古生物學助理教授（1876年—1877年）、動物學和古生物學助理教授（1877年—1879年）、動物學教授兼博物館館長（1879年—1881年），以及單獨的動物學教授（1881年—1894年）。然而，在1894年，他在攝政者的要求下辭去了大學職位，可能是因為他坦率而保守的立場激怒了當地的德國社區。
1879年9月30日，史蒂瑞與海倫·F·巴扎德結為夫婦。
1901年，他進行了最後一次遠足，帶領一群學生前往亞馬遜，為史密森學會收集標本。
史蒂瑞以他的工作描述了一些新的鳥類物種。他擁有許多鳥類的學名紀念他的貢獻，包括：Steere's liocichla（Liochicla steerii）；肉垂闊嘴雀（Eurylaimus steerii）；黑冠鱷（Centropus steerii）；以及藍胸八色鶇（Pitta steerii）。
此外，還有一種蜥蜴以他的名字命名，稱為Parvoscincus steerei。